# 扎利斯基 (日達喬夫區)
49°24′4″N 24°13′9″E / 49.40111°N 24.21917°E
扎利斯基（烏克蘭語：Заліски），是烏克蘭西部的村莊，隸屬利維夫州的斯特雷區。該村處於德涅斯特河畔，面積0.78平方公里，海拔高度249米，2001年人口549。